# Lovemore Moyo
Lovemore Moyo (Kezi, 29 de enero de 1965) es un político zimbabuense, que se desempeñó como Presidente de la Asamblea Nacional de Zimbabue entre 2008 y 2013. Así mismo, fue presidente del partido Movimiento por el Cambio Democrático - Tsvangirai (MCD-T), dirigido por Morgan Tsvangirai, entre 2006 y 2018.

## Carrera política
Moyo comenzó su carrera política cuando se unió a la Unión del Pueblo Africano de Zimbabue, durante la guerra civil de Rodesia. Con tan solo 12 años, viajó a Zambia a recibir entrenamiento militar, estando en ese país hasta 1980, cuando Zimbabue se independizó. Una vez independizado el país, se negó a unirse al ejército. Más tarde, se unió a un grupo de presión política llamado Open Forum, que abogaba por el multipartidismo en Zimbabue. Miembro fundador del Forum Party de Zimbabue, más adelante también fue fundador del grupo de presión político y cultural Imbavane Yamahlabezulu, en defensa de las culturas tribales zimbabuenses.
En 1999 Moyo se convirtió en fundador del Movimiento por el Cambio Democrático (MDC). Fue elegido secretario del Ejecutivo Provincial de la Provincia de Matabelelandia Meridional y también miembro del Consejo Nacional de este mismo partido. En las elecciones parlamentarias de junio de 2000, Moyo fue elegido como miembro del Parlamento por el distrito electoral de Matobo, de la Provincia de Matabelelandia Sur. En esa legislatura del parlamento fue miembro de la Comité de Cartera de Educación, Deporte y Cultura y del Comité de Cuentas Públicas.
En las elecciones parlamentarias de marzo de 2005, Moyo fue reelegido para representar al mismo distrito en el Parlamento y continuó siendo miembro del Comité de Cuentas Públicas y del Comité de Cartera de Educación, Deporte y Cultura. También se convirtió en miembro de l Foro Parlamentario de la SADC.[cita requerida]

### Presidente de la Asamblea Nacional
En 2006, Moyo sucedió a Isaac Matongo como presidente nacional del MDC. En elecciones parlamentarias de marzo de 2008, Moyo fue reelegido a la Asamblea Nacional como candidato del MDC-Tsvangirai en el distrito electoral de Matobo Norte. Recibió 3503 votos, derrotando al candidato del ZANU-PF, Kotsho Dube, quien obtuvo 3102 votos. El 25 de agosto de 2008, cuando el Parlamento se reunió por primera vez en la nueva legislatura, Moyo fue elegido Presidente del Parlamento, al haber recibido 110 de los 208 votos en la Asamblea Nacional, en lo que fue una votación secreta. Según información filtrada, Moyo recibió noventa y nueve votos de parte de los parlamentarios de la facción MDC-Tsvangirai, siete votos de los parlamentarios de la facción MDC-Mutambara y cuatro votos de los parlamentarios del ZANU-PF. Para esta elección, el ZANU-PF no había presentado un candidato para competir contra Moyo y, en cambio, apoyó a Paul Themba Nyathi de la facción Movimiento por el Cambio Democrático - Ncube liderada por Arthur Mutambara.
Tras su elección como presidente, Moyo declaró que "de ahora en adelante, el Parlamento será un órgano de control significativo sobre el Ejecutivo", el cual tendría que "encontrar formas de negociar con el legislativo para poner en práctica sus programas". Aunque prometió que sería neutral al presidir la Cámara de la Representantes, también sugirió que no dejaría de lado la posición del MDC de que la reelección de Robert Mugabe en las elecciones presidenciales de 2008 era ilegítima.